# SN 2005cz
SN 2005cz – supernowa typu Ib odkryta 17 lipca 2005 roku w galaktyce NGC 4589. W momencie odkrycia miała maksymalną jasność 16,00m.